# Edward Abramowicz

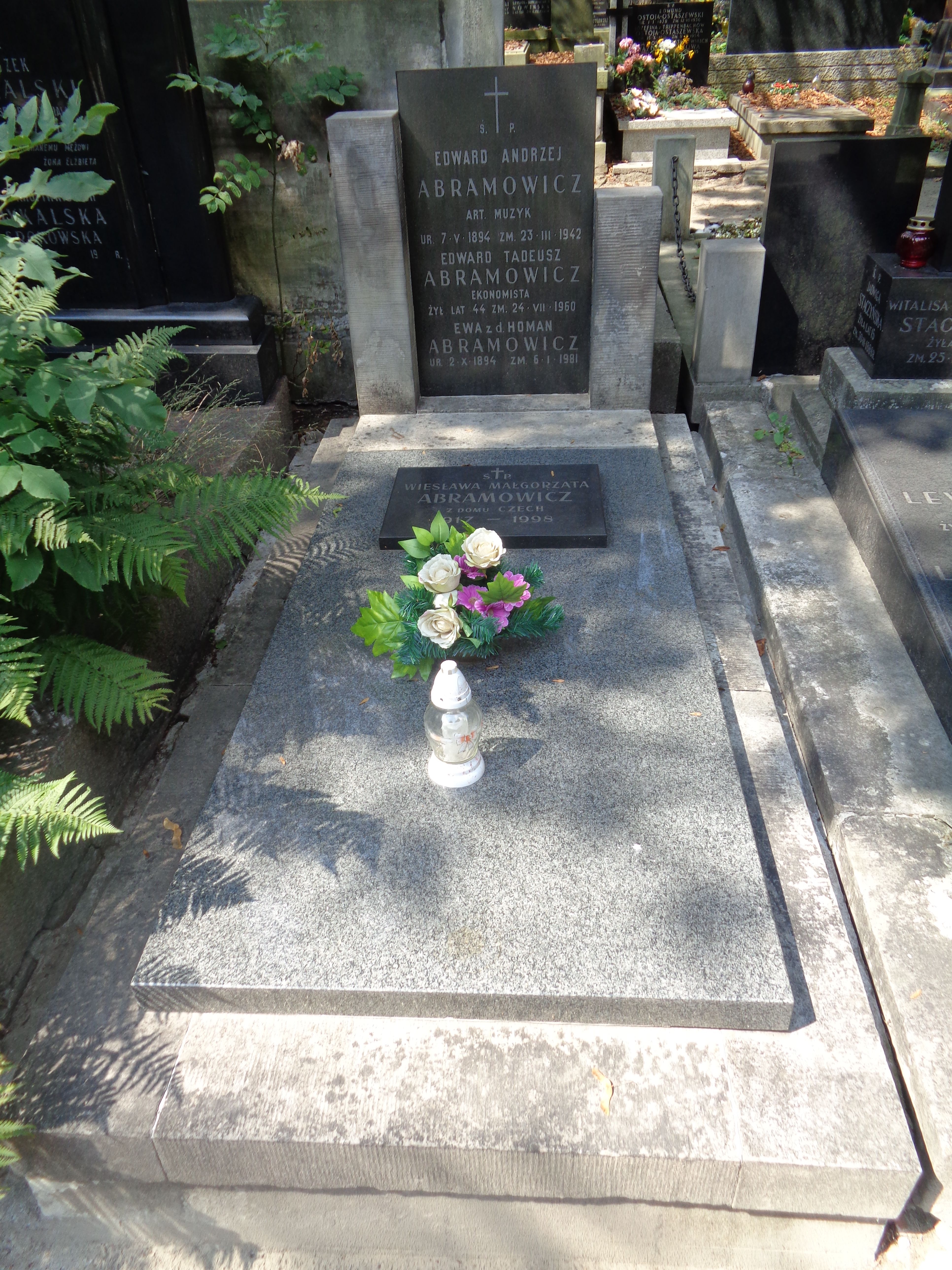
Grób Edwarda Abramowicza na cmentarzu Powązkowskim

Edward Abramowicz (ur. 5 marca 1916 w Batumi, zm. 24 lipca 1960) – polski polityk, poseł na Sejm Ustawodawczy.

## Życiorys
W styczniu 1945 wszedł w skład Tymczasowego Wojewódzkiego Komitetu "lubelskiej" Polskiej Partii Socjalistycznej w Kielcach. Na I Zjeździe organizacji wojewódzkiej w marcu 1945 wszedł do Wojewódzkiego Komitetu PPS jako skarbnik, zaś na II Zjeździe w październiku 1946 został sekretarzem Wojewódzkiego Komitetu. Od października 1947 został przewodniczącym Wojewódzkiego Komitetu PPS w Kielcach. 
5 kwietnia 1948 przed zjednoczeniem z PPR w ramach "reorganizacji" Wojewódzkiego Komitetu PPS w Kielcach, został usunięty z funkcji przewodniczącego oraz ze składu Komitetu wraz z wiceprzewodniczącym Józefem Grzecznarowskim oraz skarbnikiem Józefem Liszczykiem, jako duchowo nieprzygotowani do jedności organicznej obu partii. Został pochowany na Starych Powązkach (kwatera 199-5-28).

### W Sejmie Ustawodawczym
W styczniu 1947 uzyskał mandat posła na Sejm Ustawodawczy. Został wybrany w okręgu Radom z listy Polskiej Partii Socjalistycznej. Do 15 września 1948 był członkiem Związku Parlamentarnego Polskich Socjalistów (klubu poselskiego PPS), następnie bezpartyjny. Zasiadał w Komisji Spraw Zagranicznych.